# Polygonum arenarium
Polygonum arenarium là một loài thực vật có hoa trong họ Rau răm. Loài này được Waldst. & Kit. miêu tả khoa học đầu tiên năm 1801.